# Antonio Angulo (pintor)
Antonio Angulo (Maracaibo, Venezuela, 13 de abril de 1905-19 de diciembre de 1992) fue un destacado pintor venezolano Fue fiel discípulo de Manuel Ángel Puchi Fonseca y Julio Arraga.

## Vida y obras
En 1921 realizó su primera exposición en Maracaibo.
Durante el gobierno de Eleazar López Contreras, se fundó la Escuela de Artes Plásticas Julio Arraga, en 1941, y Angulo fue nombrado subdirector de esta. 
En 1935 pintó el mural del techo del Teatro Baralt (Maracaibo), con la colaboración de Régulo Díaz. Esta obra se caracterizó por su decoración de elementos geométricos tomados de la arquitectura tradicional marabina. Para ese entonces, se adelantaba al nacimiento del movimiento abstracto en el país. 
En 1940, residenciado en Caracas, participó en la fundación del Salón de Artistas Independientes.
Al siguiente año, realizó una exposición en el Ateneo de Caracas y publicó, con Elisaúl Rodríguez, Cuadros y poemas (Caracas: Editorial Bolívar), ilustrado con una selección de sus obras, caracterizadas por lo abstracto.

## Exposiciones individuales
- Maracaibo 1941
- Ateneo de Caracas